# 寧公
寧公（ねいこう、前725年 - 前704年）は、紀元前8世紀、中国の春秋時代初期に秦を治めた君主。『史記』によれば秦の第3代公で、憲公（けんこう）とも書かれる。竫公の子で文公の孫。

## 諡号
『史記』が記す諡号は、「秦始皇本紀」では「憲公」、「秦本紀」では「寧公」である。1978年に陝西省宝鶏県楊家溝太公廟村で出土した青銅器「秦公鎛」では、秦の初期の歴代公を「文公静公憲公」と銘記する。「秦公鐘」の銘文も「憲公」となっている。

## 生涯
文公41年（前725年）、竫公の長子として生まれる。
文公48年（前718年）、太子であった父の竫公が卒去したため、代わって太子に立てられた。
文公50年（前716年）、文公が薨去し、寧公が立って秦君となった。
寧公2年（前714年）、平陽に居を遷した。
寧公3年（前713年）、亳王と戦い、これを戎に奔走させ、遂に蕩社を滅ぼす。
寧公12年（前704年）、蕩氏を討伐してこれを取った。この年に薨去して西山に葬られ、子の出子が立って秦君となった。

## 子
- 武公
- 徳公
- 出子

## 参考資料
- 『史記』（秦本紀第五、秦始皇本紀第六）
- 飯島武次「春秋戦国時代秦王陵の被葬者と変遷」、『駒沢史学』第91号、2018年12月。